# Łosewo (powiat kolneński)
Łosewo – wieś w Polsce położona w województwie podlaskim, w powiecie kolneńskim, w gminie Kolno.

## Historia
Wieś szlachecka Łosowo położona była w drugiej połowie XVI wieku w powiecie kolneńskim ziemi łomżyńskiej. W latach 1921–1939 wieś leżała w województwie białostockim, w powiecie kolneńskim (od 1932 w powiecie ostrołęckim), w gminie Mały Płock.
Według Powszechnego Spisu Ludności z 1921 roku zamieszkiwało tu 157 osób w 27 budynkach mieszkalnych. Miejscowość należała do parafii rzymskokatolickiej w m. Mały Płock. Podlegała pod Sąd Grodzki w Kolnie i Okręgowy w Łomży; właściwy urząd pocztowy mieścił się w m. Mały Płock.
W latach 1954–1959 wieś należała i była siedzibą władz gromady Łosewo, po jej zniesieniu w gromadzie Kąty, a od 1972 r. w gromadzie Kolno. Po reformie administracji w gminie wiejskiej Kolno. W latach 1975–1998 miejscowość należała administracyjnie do województwa łomżyńskiego.
W miejscowości znajduje się siedziba parafii Najświętszego Serca Jezusowego. W strukturze kościoła rzymskokatolickiego parafia należy do metropolii białostockiej, diecezji łomżyńskiej, dekanatu Kolno.

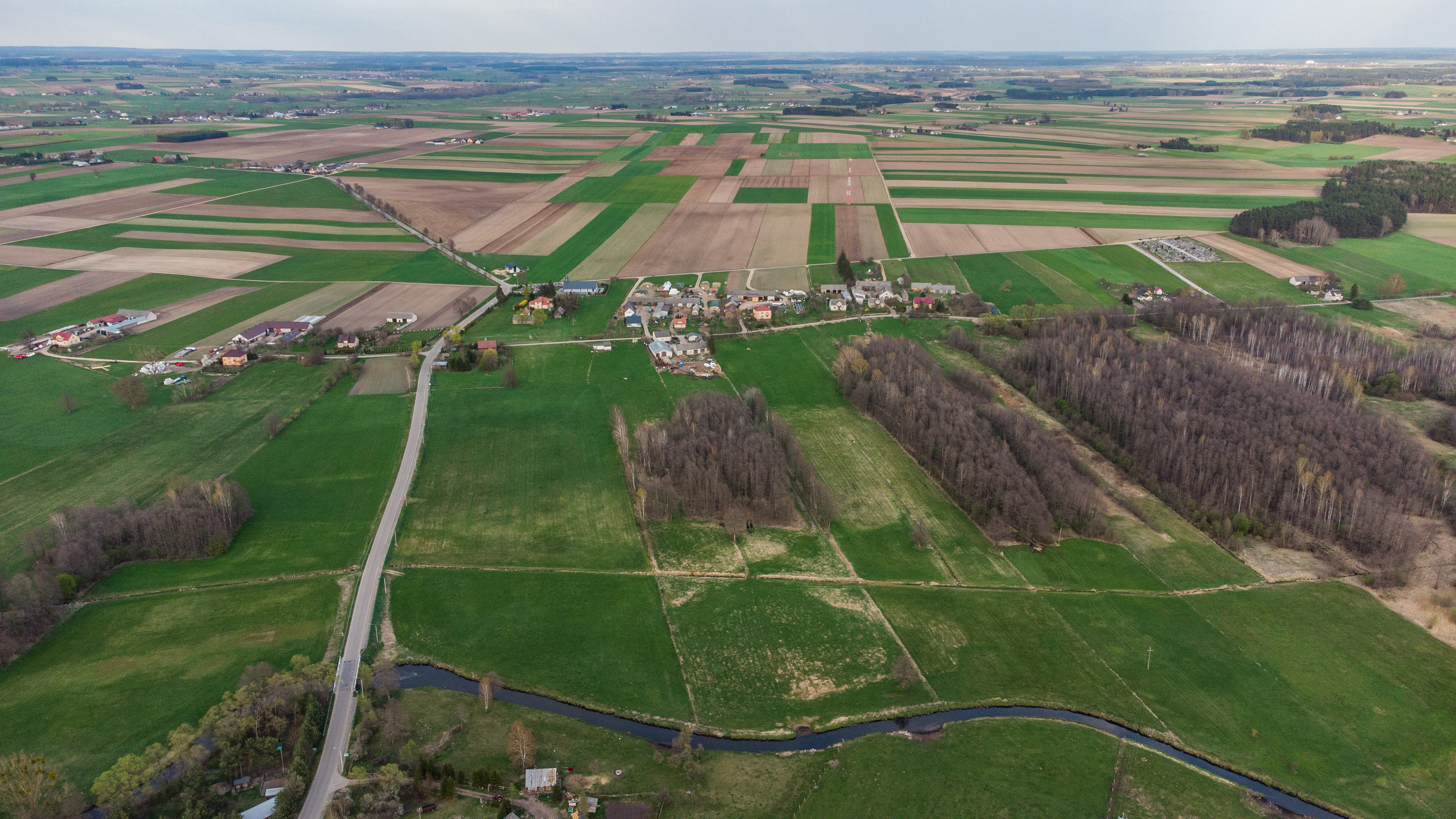
Łosewo z lotu ptaka

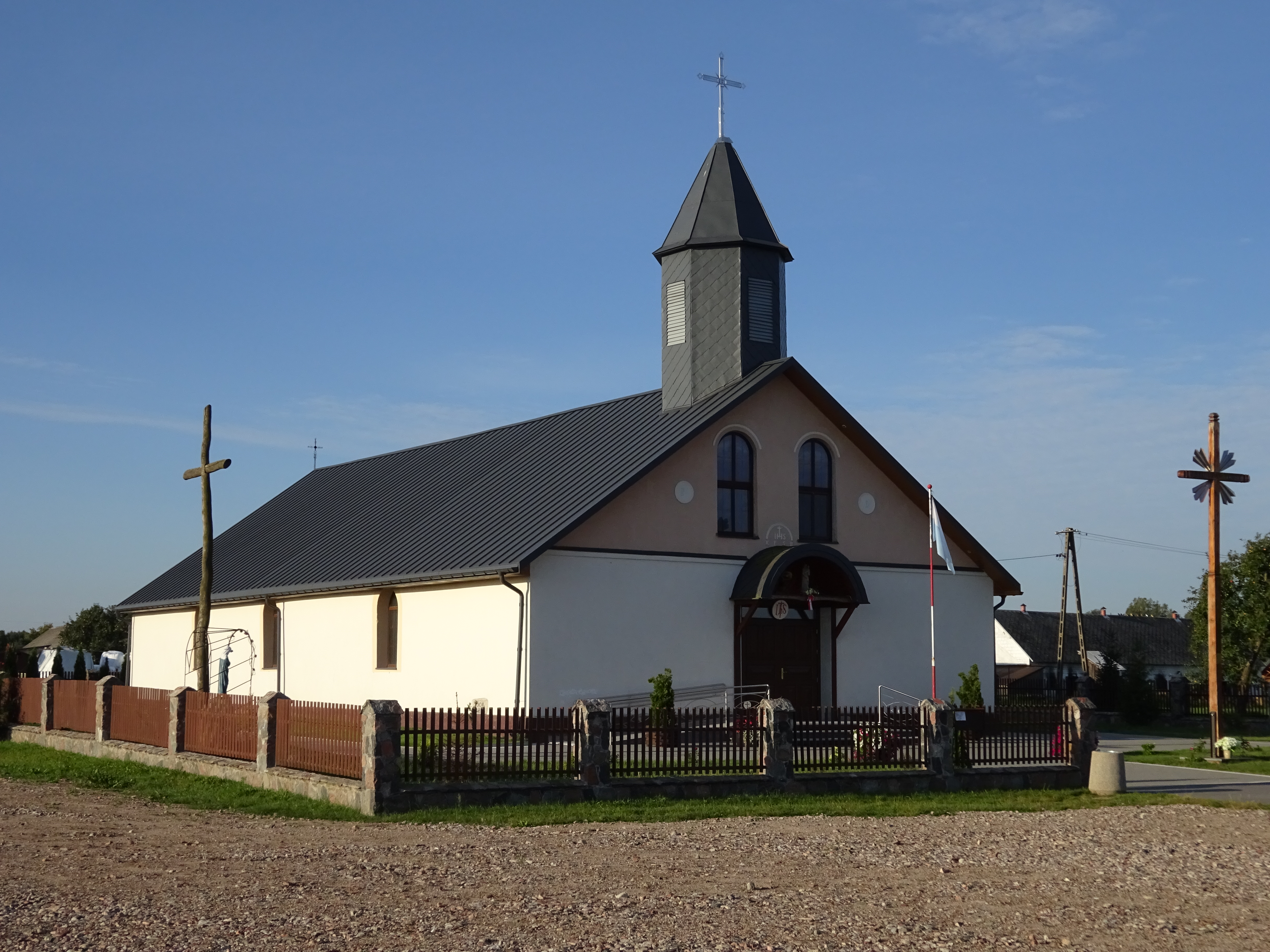
Kościół pw. Najświętszego Serca Jezusowego w Łosewie

## Zabytki
Zabytkami w Łosewie są:
- Kościół parafialny pw. Najświętszego Serca Jezusa, 1883, 1918, nr rej.: A-517 z 15 listopada 1994.
- Cmentarz wojenny z I wojny światowej, nr rej.: 265 z 6 marca 1987.
- Mogiły z II wojny światowej, na cmentarzu rzymskokatolickim, nr rej.: 318 z 31 sierpnia 1987.